# Кантабрийский крест
Кантабрийский крест, или лабаро, Lábaro — современная интерпретация древнего военного символа кантабров — племени, обитавшего в доримский период в Кантабрии.
Неофициальное знамя Кантабрии, используемое с 2006 г., представляет собой пурпурное полотнище, на котором изображён «андреевский крест», каждая перекладина которого разделена сквозным проёмом, с круглыми наконечниками на конце каждой перекладины.
Термин «лабаро», согласно официальному определению Королевской академии испанского языка, используется для римского штандарта, на котором в годы правления императора Константина были изображены крест и монограмма Иисуса Христа (XP). Термин «лабаро» в Испании может относиться также к самой монограмме ХР.
Некоторые кельтологи возводят этимологию названия labaro к кельтскому корню (p)lab-, означающего «говорить» на ряде кельтских языков. К примеру, на валлийском языке llafar означает «речь», «язык», «голос»; в корнском и бретонском языках есть слово lavar, «слово», а в древнеирландском было слово labrad: «язык», «речь». Согласно другой версии, слово является однокоренным баскскому термину «lauburu» (четыре лепестка).
В настоящее время ряд политических и общественных групп автономного сообщества Кантабрия выступают за замену нынешнего официального флага Кантабрии на пурпурный флаг с изображением кантабрийского креста.